# Harz (Landkreis Göttingen)
Harz (Landkreis Göttingen) ist ein gemeindefreies Gebiet im Landkreis Göttingen. Bis zur Bildung eines neuen Landkreises Göttingen aus den alten Landkreisen Göttingen und Osterode am Harz am 1. November 2016 hieß das Gebiet „Harz (Landkreis Osterode am Harz)“.

## Geografie
Der Verwaltungsbezirk ist mit 267,35 km² das zweitgrößte gemeindefreie Gebiet Deutschlands und gänzlich unbewohnt.
Dennoch trägt es aus verwaltungstechnischen Gründen einen amtlichen Gemeindeschlüssel. Die Fläche liegt größtenteils im Landkreis Göttingen und setzt sich im Nordosten mit dem gemeindefreien Gebiet Harz (Landkreis Goslar) fort.

## Verwaltung
Die Verwaltung der gemeindefreien Gebiete in den Landkreisen Göttingen und Goslar, die zu insgesamt etwa 98 Prozent aus Landeswald bestehen, obliegt dem Niedersächsischen Forstamt Clausthal, das auch bei Personenstandsfällen die entsprechende Urkunde (Geburtsurkunde, Sterbeurkunde) ausstellt sowie im Sinne eines Ordnungsamtes für Sicherheit und Ordnung zuständig ist. Dies ist eine auf die Harzer Bergbaugeschichte zurückgehende Besonderheit.